# Regno Wu
Il Regno Wu (東吳T, 东吴S, Dōng WúP, lett. "Wu Orientale" o 孫吳T, 孙吴S, Sūn WúP) fu uno dei tre regimi che controllarono la Cina durante il periodo dei Tre Regni, accanto ai regni di Shu e Wei. 
Il regno Wu esistette dal 223, quando fu fondato da Sun Quan, fino al 280, quando fu conquistato dalla dinastia Jìn.
Fu governato dalla famiglia Sun, prima dal signore della guerra Sun Quan ed infine da Sun Hao, il suo nipote, con due dei figli di Sun Quan in mezzo: Sun Liang e Sun Xiu.
La capitale era Jianye (建業T, 建业S, JiànyèP)